# IBM IntelliStation
La IntelliStation era originalmente una computadora personal de la clase estación de trabajo desarrollada por IBM, anunciada en marzo de 1997 como continuación de la serie PC 360 y 365. Ciertas IntelliStation serie M Pro eran casi idénticas en hardware a los servidores de red IBM Netfinity serie 1000 de gama baja (con variantes en placas de video incluidas y opciones SCSI). En febrero de 2002, las estaciones de trabajo basadas en procesadores POWER, anteriormente vendidas directamente bajo la marca eServer pSeries, también se colocaron bajo el paraguas de IntelliStation.
Los últimos modelos de IntelliStation se descontinuaron en enero de 2009, finalizando así la línea de productos.

## Modelos
| Lista de modelos IBM IntelliStation | Lista de modelos IBM IntelliStation | Lista de modelos IBM IntelliStation | Lista de modelos IBM IntelliStation | Lista de modelos IBM IntelliStation | Lista de modelos IBM IntelliStation | Lista de modelos IBM IntelliStation | Lista de modelos IBM IntelliStation | Lista de modelos IBM IntelliStation | Lista de modelos IBM IntelliStation | Lista de modelos IBM IntelliStation | Lista de modelos IBM IntelliStation | Lista de modelos IBM IntelliStation | Lista de modelos IBM IntelliStation | Lista de modelos IBM IntelliStation |
| ----------------------------------- | ----------------------------------- | ----------------------------------- | ----------------------------------- | ----------------------------------- | ----------------------------------- | ----------------------------------- | ----------------------------------- | ----------------------------------- | ----------------------------------- | ----------------------------------- | ----------------------------------- | ----------------------------------- | ----------------------------------- | ----------------------------------- |
| Zócalos                             |                                     | 1997                                | 1998                                | 1999                                | 2000                                | 2001                                | 2002                                | 2003                                | 2004                                | 2005                                | 2006                                | 2007                                | 2008                                | 2009                                |
| Basados en x86                      |                                     |                                     |                                     |                                     |                                     |                                     |                                     |                                     |                                     |                                     |                                     |                                     |                                     |                                     |
| 1                                   | Base                                |                                     | E 6893                              | E 6893; E 6867                      | E 6836–6846; E 6204–6214            | E 6836–6846; E 6204–6214            | E 6836–6846; E 6204–6214            | E 6216–6226                         |                                     |                                     |                                     |                                     |                                     |                                     |
| 1                                   | Rango medio                         | M 6888                              |                                     |                                     |                                     | M 6849; M 6231; M 6233              | M 6849; M 6231; M 6233              | M 6229; M 6219                      | M 6220–6230; M 6218                 | M 6220–6230; M 6218                 | M 6225; M 9229                      |                                     |                                     |                                     |
| 1                                   | Montaje en rack                     |                                     |                                     |                                     |                                     | R 8654                              | R 6851                              |                                     |                                     |                                     |                                     |                                     |                                     |                                     |
| 2                                   | Rango medio                         |                                     | M 6898                              | M 6889                              | M 6889                              | M 6850                              | M 6850                              | M 6850                              |                                     |                                     |                                     |                                     |                                     |                                     |
| 2                                   | Basados en AMD                      |                                     |                                     |                                     |                                     |                                     |                                     |                                     | A 6224                              | A 6217                              | A 6217                              | A 6217                              |                                     |                                     |
| 2                                   | Gama alta                           | Z 6899                              | Z 6865                              | Z 6865                              | Z 6866                              | Z 6866                              | Z 6866                              | Z 6221                              | Z 6221                              | Z 6223; Z 9228                      | Z 6223; Z 9228                      | Z 6223; Z 9228                      |                                     |                                     |
| Basados en Itanium                  |                                     |                                     |                                     |                                     |                                     |                                     |                                     |                                     |                                     |                                     |                                     |                                     |                                     |                                     |
| 2                                   | Gama alta                           |                                     |                                     |                                     |                                     | Z 6894                              | Z 6894                              |                                     |                                     |                                     |                                     |                                     |                                     |                                     |
| Basados en Power                    |                                     |                                     |                                     |                                     |                                     |                                     |                                     |                                     |                                     |                                     |                                     |                                     |                                     |                                     |
| 1 o 2                               | Rango medio                         |                                     |                                     |                                     |                                     |                                     |                                     |                                     |                                     |                                     | 185 (7047)                          | 185 (7047)                          | 185 (7047)                          | 185 (7047)                          |
| 1 o 2                               | Gama alta                           |                                     |                                     |                                     |                                     |                                     |                                     | 275 (9114)                          | 275 (9114)                          | 275 (9114)                          | 285 (9111)                          | 285 (9111)                          | 285 (9111)                          | 285 (9111)                          |
| 2                                   | Gama alta                           | 265 (9112)                          |                                     |                                     |                                     |                                     |                                     |                                     |                                     |                                     |                                     |                                     |                                     |                                     |

## IntelliStation Pro
Estaciones de trabajo basadas en procesadores Intel o AMD, descontinuada en marzo de 2008.

### IntelliStation A Pro
Type 6224 (marzo de 2004 a julio de 2005)
- AMD Opteron doble Modelos 244, 246, 248, 250 y 256 (sin soporte para doble núcleo)
- Memoria PC3200 hasta 16 GB
- Disco rígido SCSI Ultra320 o SATA 150 HDD
- Ethernet de 10/100/1000 Mbit
- Opciones de adapatador gráfico:
  - Nvidia Quadro NVS 280
  - Nvidia Quadro FX 1100
  - Nvidia Quadro FX 3000
  - Nvidia Quadro FX 4000

Type 6217 (abril de 2005 a abril de 2007)
- AMD Opteron doble Modelos 250, 252, 254, 256 o Modelos 275, 280 o 285 de doble núcleo
- Memoria PC3200 hasta 16 GB
- Disco rígido SCSI Ultra320 o SATA 150 HDD
- Ethernet de 10/100/1000 Mbit
- Opciones de adapatador gráfico:
  - Nvidia Quadro NVS 280
  - Nvidia Quadro NVS 285
  - Nvidia Quadro FX 1400
  - Nvidia Quadro FX 1500
  - Nvidia Quadro FX 3400
  - Nvidia Quadro FX 3500
  - Nvidia Quadro FX 4500
  - Nvidia Quadro FX 4500 X2
  - 3DLabs Wildcat Realizm 800

### IntelliStation E Pro
Type 6893 (junio de 1998 a junio de 1999)
- Intel Pentium II a 350, 400 o 450 MHz (100 MHz FSB)
- Hasta 384 MB PC100
- Disco rígido Ultra Wide SCSI o ATA
- 10/100 Mbit Ethernet
- Opciones del adaptador gráfico:
  - Matrox Millennium II
  - Matrox Millennium G200
  - 3DLabs Permedia 2A

Type 6893 (marzo de 1999 a junio de 2000)
- Intel Pentium III a 450, 500, 550 o 600 MHz (100 MHz FSB)
- Hasta 768 MB PC100
- Disco rígido Ultra Wide SCSI o ATA
- Ethernet 10/100 Mbit
- Opciones del adaptador gráfico:
  - Matrox Millennium G200
  - Matrox Millennium G400
  - IBM/Diamond Fire GL1
  - Appian J Pro

Type 6867 (noviembre de 1999 a noviembre de 2000)
- Intel Pentium III a 600, 667, 733, 866 or 933 MHz (133 MHz FSB)
- Hasta 512 MB RDRAM
- Disco rígido Ultra-2 SCSI o ATA66
- Ethernet 10/100 Mbit
- Opciones del adaptador gráfico:
  - Matrox Millennium G400
  - ELSA GLoria II
  - Appian Gemini
  - IBM/Diamond Fire GL1

Type 6836–6846 (octubre de 2000 a enero de 2002)
- Intel Pentium III a 800, 866, 933 MHz, o 1 GHz (133 MHz FSB)
- Hasta 1,5 GB PC133
- Disco rígido Ultra160 SCSI o ATA66
- 10/100 Mbit Ethernet
- Opciones del adaptador gráfico:
  - Matrox Millennium G450
  - Nvidia GeForce 2 MX

Type 6204–6214 (septiembre de 2001 a septiembre de 2002)
- Intel Pentium 4 at 1,6, 1,8, 2,0 o 2,2 GHz
- Hasta 1,5 GB PC133
- Disco rígido Ultra160 SCSI o ATA100
- Ethernet 10/100 Mbit
- Opciones del adaptador gráfico:
  - Matrox Millennium G450
  - Nvidia Vanta
  - Nvidia GeForce2 EX
  - Nvidia GeForce2 Pro
  - Nvidia Quadro 4 200NVS
  - ATI FireGL 8800

Type 6216–6226 (julio de 2002 a octubre de 2003)
- Intel Pentium 4 at 2,0, 2,26, 2,4, 2,67 o 2,8 GHz
- Hasta 2 GB PC2100
- Disco rígido Ultra160 SCSI o ATA100
- Ethernet 10/100/1000 Mbit
- Opciones del adaptador gráfico:
  - Matrox Millennium G450
  - Nvidia Quadro 4 200NVS
  - Nvidia Quadro 4 280NVS
  - Nvidia Quadro 4 580XGL
  - ATI FireGL 8800

### IntelliStation M Pro
Type 6888 (mayo de 1997 a julio de 1998)
- Intel Pentium II a 266 o 300 MHz
- Hasta 512 MB EDO
- Disco rígido Ultra Wide SCSI
- Ethernet 10/100 Mbit
- Intergraph Intense3D Pro1000/T

Type 6898 (octubre de 1997 a octubre de 1998)
- Intel Pentium II doble a 233, 266, 300 o 333 MHz
- Hasta 512 MB SDRAM
- Disco rígido Ultra Wide SCSI o ATA33
- Ethernet 10/100 Mbit
- Opciones del adaptador gráfico:
  - Intergraph Intense3D Pro2200/4T
  - Intergraph Intense3D Pro2200/GA
  - 3DLabs Permedia 2

Type 6889 (julio de 1998 a junio de 1999)
- Intel Pentium II doble a 350, 400 o 450 MHz (100 MHz FSB)
- Hasta 1 GB SDRAM
- Disco rígido Ultra Wide SCSI o ATA
- Ethernet 10/100 Mbit
- Opciones del adaptador gráfico:
  - Matrox Millennium II
  - Matrox Millennium G200
  - 3DLabs Permedia 2A
  - Intergraph Intense3D Pro3400
  - Intergraph Intense3D Pro3400/GA

Type 6889 (marzo de 1999 a junio de 2000)
- Intel Pentium III doble a 450, 500, 550 o 600 MHz (100 MHz FSB)
- Hasta 1 GB SDRAM
- Disco rígido Ultra Wide SCSI o ATA
- Ethernet 10/100 Mbit
- Opciones del adaptador gráfico:
  - Matrox Millennium G200
  - Matrox Millennium G400
  - IBM/Diamond Fire GL1
  - Appian J Pro

Type 6889 (octubre de 1999 a junio de 2000)
- Intel Pentium III doble a 600, 667, 733, 933 MHz o 1 GHz (133 MHz FSB)
- Hasta 2 GB RDRAM
- Disco rígido Ultra Wide SCSI o ATA 66
- Ethernet 10/100 Mbit
- Opciones del adaptador gráfico:
  - Matrox Millennium G400
  - ELSA GLoria II
  - Appian Gemini
  - 3DLabs Intense 3D Wildcat 4110
  - Nvidia GeForce2 MX

Type 6849 (noviembre de 2000 a junio de 2002)
- Intel Pentium 4 a 1,4, 1,5, 1,7, 1,8, 2,0 o 2,2 GHz
- Disco rígido Ultra160 SCSI o ATA 100
- Hasta 2 GB RDRAM
- Ethernet 10/100 Mbit
- Opciones del adaptador gráfico:
  - Matrox Millennium G450
  - IBM/Diamond Fire GL2
  - IBM/Diamond Fire GL4
  - Nvidia Quadro2 MXR
  - Nvidia Quadro2 Pro
  - Nvidia Quadro4 200NVS
  - ATI FireGL 8800
  - 3Dlabs Wildcat III 6110

Type 6850 (julio de 2001 a enero de 2003)

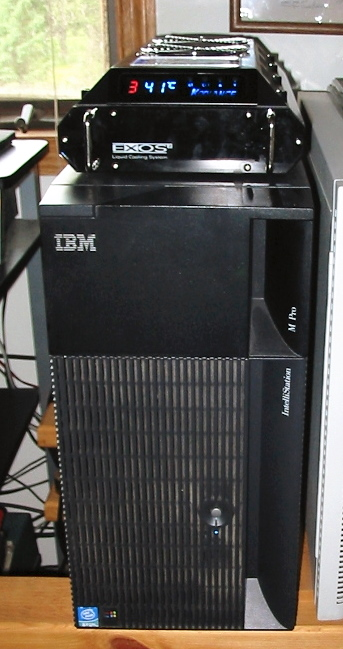
IBM 6850 M-Pro

- Intel Xeon doble a 1,5, 1,7, 2,0 or 2,8 GHz
- Disco rígido Ultra160 SCSI o ATA 100
- Hasta 4 GB RDRAM
- Ethernet 10/100 Mbit
- Opciones del adaptador gráfico:
  - Matrox Millennium G450
  - IBM/Diamond Fire GL4
  - Nvidia Quadro2 Pro
  - Nvidia Quadro4 200NVS
  - ATI FireGL 8800
  - 3DLabs Wildcat III 6110

Type 6231 (noviembre de 2001 a julio de 2002)
- Intel Pentium 4 a 1,8 GHz
- Hasta 4 GB RDRAM
- Disco rígido ATA 100
- Ethernet 10/100 Mbit
- Opciones del adaptador gráfico:
  - Matrox Millennium G450
  - IBM/Diamond Fire GL4
  - Nvidia Quadro2 Pro

Type 6233 (noviembre de 2001 a julio de 2002)
- Intel Xeon a 1,7 GHz
- Hasta 4 GB RDRAM
- Disco rígido Ultra160 SCSI o ATA 100
- Ethernet 10/100 Mbit
- Opciones del adaptador gráfico:
  - Matrox Millennium G450
  - IBM/Diamond Fire GL4
  - Nvidia Quadro2 Pro

Type 6229 (mayo de 2002 a febrero de 2003)
- Intel Pentium 4 a 2,4, 2,67 o 2,8 GHz
- Disco rígido Ultra160 SCSI o ATA 100
- Hasta 2 GB RDRAM
- Ethernet 10/100 Mbit
- Opciones del adaptador gráfico:
  - Matrox Millennium G450
  - Nvidia Quadro4 200NVS
  - Nvidia Quadro4 900XGL
  - ATI FireGL 8800
  - 3DLabs Wildcat III 6110

Type 6219 (noviembre de 2002 a octubre de 2003)
- Intel Pentium 4 a 2,4, 2,67, 2,8 or 3,06 GHz
- Hasta 4 GB PC2100
- Disco rígido Ultra320 SCSI o ATA100
- Ethernet 10/100/1000 Mbit
- Opciones del adaptador gráfico:
  - Matrox Millennium G450
  - Nvidia Quadro4 280NVS
  - Nvidia Quadro4 580XGL
  - Nvidia Quadro4 980XGL
  - 3DLabs Wildcat4 7110

Type 6220–6230 (julio de 2003 a marzo de 2005)
- Intel Pentium 4 a 2,8, 3,0, 3,06, 3,2 or 3,4 GHz
- Hasta 4 GB PC2700
- Disco rígido Ultra320 SCSI, ATA 100 o SATA 150
- Ethernet 10/100/1000 Mbit
- Opciones del adaptador gráfico::
  - NVIDIA Quadro4 280NVS
  - NVIDIA Quadro4 580XGL
  - NVIDIA Quadro4 980XGL
  - NVIDIA Quadro FX 500
  - NVIDIA Quadro FX 1000
  - NVIDIA Quadro FX 1100
  - NVIDIA Quadro FX 3000

Type 6225 (octubre de 2004 a marzo de 2006)
- Intel Pentium 4 con Intel 64 (antiguamente EM64T) a 3,0, 3,2, 3,4, 3,6 o 3,8 GHz
- Hasta 4 GB PC2-3200
- Disco rígido Ultra320 SCSI o SATA 150
- Ethernet 10/100/1000 Mbit
- Opciones del adaptador gráfico:
  - NVIDIA Quadro NVS 280
  - NVIDIA Quadro FX 1300
  - NVIDIA Quadro FX 1400
  - NVIDIA Quadro FX 3400
  - ATI FireGL V3100
  - ATI FireGL V7100
  - 3DLabs Realizm 800

Type 6218 (agosto de 2005)
- Intel Pentium 4 con Intel 64 (antiguamente EM64T) a 3,0, 3,2, 3,4, 3,6 y 3,8 GHz o doble núcleo a 3,2 o 3,4 GHz
- Hasta 8 GB PC2-4200
- Disco rígido Ultra320 SCSI o SATA 300
- Ethernet 10/100/1000 Mbit
- Opciones del adaptador gráfico:
  - NVIDIA Quadro NVS 280
  - NVIDIA Quadro NVS 285
  - NVIDIA Quadro FX 1400
  - NVIDIA Quadro FX 4500
  - ATI FireGL V3100
  - ATI FireGL V7100
  - 3DLabs Realizm 800

Type 9229 (septiembre de 2006)
- Intel Core 2 Duo con E6300, E6400, E6600, E6700 o Q6600
- Hasta 8 GB PC2-5300
- Disco rígido 3Gbit SAS o SATA 300
- Ethernet 10/100/1000 Mbit
- Opciones del adaptador gráfico:
  - NVIDIA Quadro NVS 285
  - NVIDIA Quadro FX 550
  - NVIDIA Quadro FX 1500
  - NVIDIA Quadro FX 3500

### IntelliStation R Pro
Servidores IBM eServer xSeries 330 1U de montaje en bastidor renombrados. Comercializado para salas de comercio con espacio en el piso muy limitado y que busca una administración central de las estaciones de trabajo. Los usuarios remotos pueden estar a una distancia de hasta 150 metros del servidor.
Type 8654 (marzo de 2001 a septiembre de 2001)
- Intel Pentium III a 1,0 GHz
- Hasta 4 GB ECC SDRAM
- Ultra160 SCSI o ATA
- Ethernet doble 10/100 Mbit
- PCI Quad-port Matrox G200 MMS
- PCI Audio adapter

Type 6851 (agosto de 2001 a julio de 2002)
- Intel Pentium III a 1,13 or 1,26 GHz
- Hasta 4 GB ECC SDRAM
- Ultra160 SCSI o ATA
- Ethernet Dual 10/100 Mbit
- PCI quad-port Matrox G200 MMS
- PCI audio adapter

### IntelliStation Z Pro
Type 6899 (marzo de 1997 a ¿?)

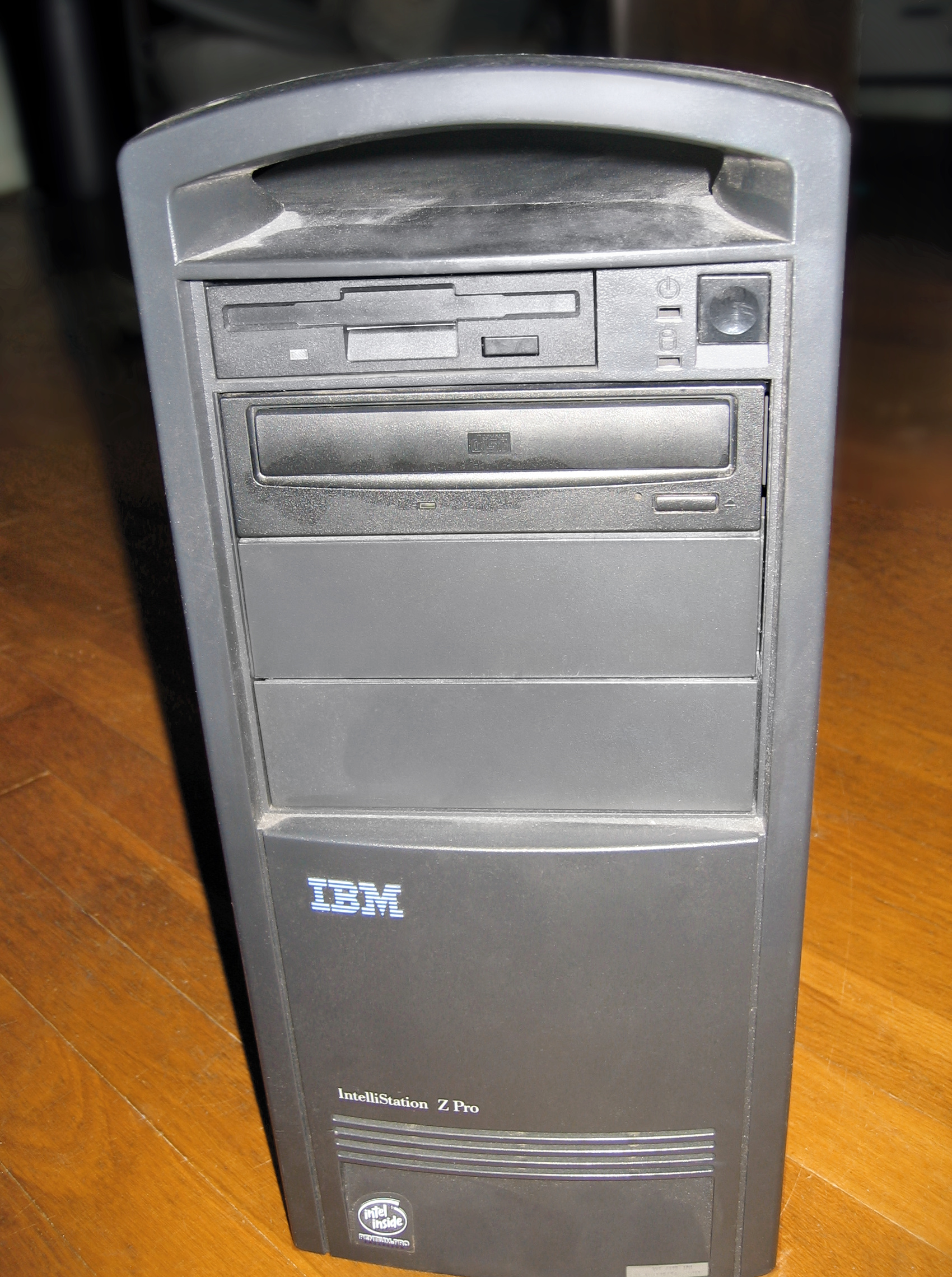
IntelliStation Z pro 6899 - basada en una IBM Aptiva de escritorio.

- Intel Pentium Pro doble a 200 MHz 256kB/512kB de caché L2 (66 MHz FSB), preparado para Pentium II Overdrive P6T
- chipset Intel 440FX/82371SB con puente PCI a PCI DEC (spec. 2.1) y APM 1.1
- Hasta 1 GB EDO (4 DIMM, 168 pins)
- Ultra Wide SCSI (con placa Adaptec AHA-2940 en un zócalo PCI)
- Ethernet 10/100 Mbit (con Intel EtherExpress Pro/100 en un zócalo PCI)
- audio integrado Crystal Semiconductor
- 1 zócalo compartido ISA/PCI, 2 zócalos dedicados ISA y 4 zócalos dedicados PCI; por medio de un Riser
- Opciones del adaptador gráfico:
  - Matrox Millennium II (hasta 8MB WRAM)
  - Intergraph Intense3D Pro1000/T (16MB + 4MB)

Type 6865 (octubre de 1998 a abril de 2000)
- Intel Pentium II Xeon doble a 400, 450, 500 o 550 MHz (100 MHz FSB)
- Hasta 2 GB SDRAM
- Ultra-2 SCSI
- Ethernet 10/100 Mbit
- Opciones del adaptador gráfico:
  - Matrox Millennium G200
  - Matrox Millennium G400
  - Intergraph Intense3D Pro3400
  - Intergraph Intense3D Pro3400/GA
  - IBM/Diamond Fire GL1
  - 3DLabs Intense 3D Wildcat 4000 (RA and GA)

Type 6866 (enero de 2000 a marzo de 2002)
- Intel Pentium III Xeon doble a 677, 733, 800, 866, 933 MHz, o 1 GHz (133 MHz FSB)
- Hasta 2 GB RDRAM
- Ultra160 SCSI
- Ethernet 10/100 Mbit
- Opciones del adaptador gráfico:
  - Matrox Millennium G400
  - Matrox Millennium G450
  - IBM/Diamond Fire GL1
  - IBM/Diamond Fire GL2
  - ELSA GLoria II
  - 3DLabs Intense 3D Wildcat 4110
  - 3Dlabs Intense 3D Wildcat 4210
  - NVIDIA Quadro2 MXR

Type 6894 (mayo de 2001 a junio de 2002)
El único modelo equipado con Itanium, con la misma plataforma que una estación de trabajo Dell, Fujitsu o HP idéntica, y basado en un diseño SGI de referencia; la principal diferencia entre las variantes de los proveedores era solo el soporte de hardware, las opciones de software y los colores de la carcasa.
- Intel Itanium doble a 800 MHz
- Hasta 16 GB SDRAM
- Ultra160 SCSI
- Ethernet 10/100 Mbit
- Opciones del adaptador gráfico:
  - Matrox Millennium G450
  - Nvidia Quadro2 Pro

Type 6221 (noviembre de 2002 a febrero de 2005)

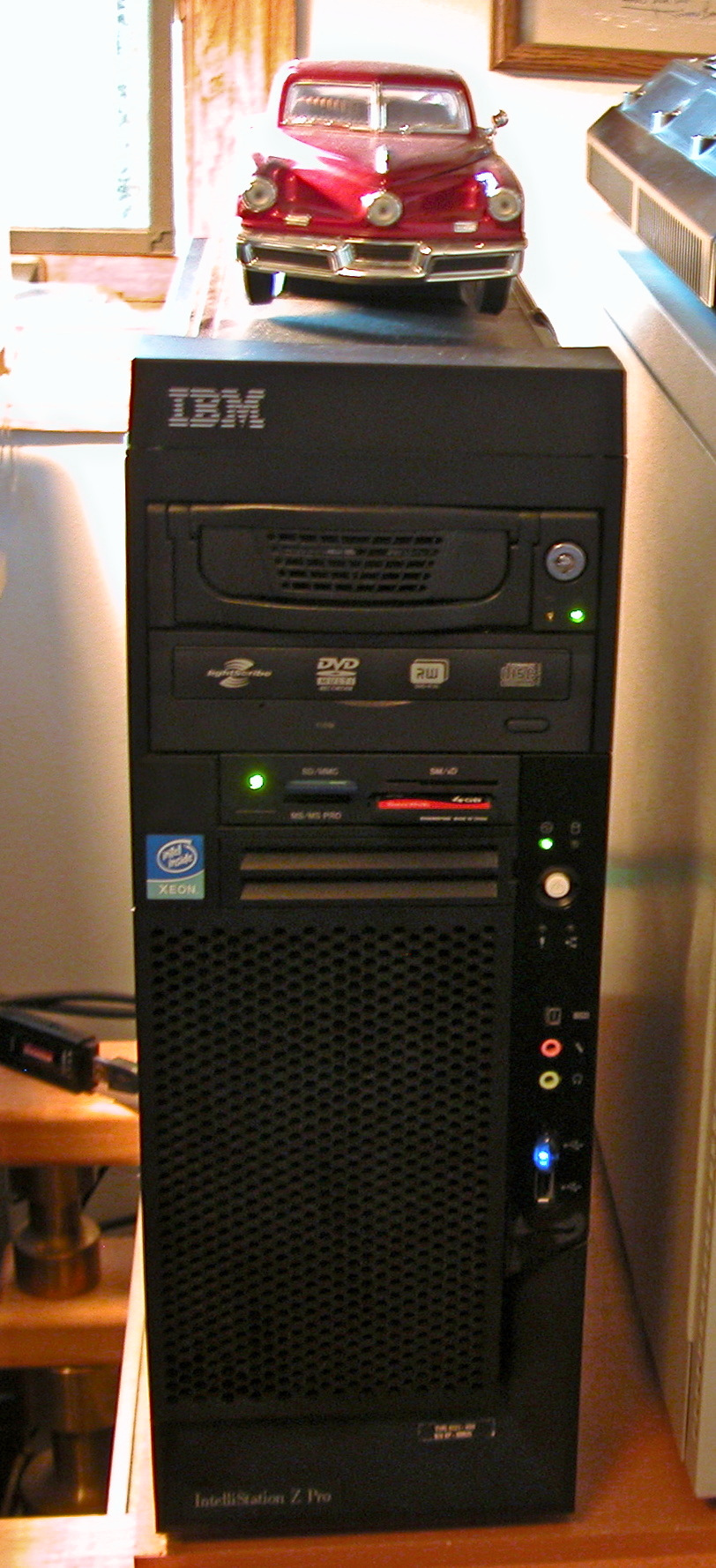
IBM Z Pro 6221 - basado en un servidor de torre IBM xSeries.

- Intel Xeon doble a 2,4, 2,67, 2,8 o 3,2 GHz
- Hasta 8 GB PC2100
- Ultra320 SCSI o ATA 100
- Ethernet 10/100/1000 Mbit
- Opciones del adaptador gráfico (basados en AGP):
  - Matrox Millennium G450
  - NVIDIA Quadro4 280NVS
  - NVIDIA Quadro4 980XGL
  - NVIDIA Quadro FX 1000
  - NVIDIA Quadro FX 1100
  - NVIDIA Quadro FX 3000
  - 3DLabs Wildcat4 7110

Type 6223 (agosto de 2004 a marzo de 2007)
- Intel Xeon doble con Intel 64 (antiguamente EM64T) a 3,0, 3,2, 3,4, 3,6 o 3,8 GHz
- Hasta 16 GB PC2-3200
- Ultra320 SCSI o ATA 100
- Ethernet 10/100/1000 Mbit
- Opciones del adaptador gráfico (basados en PCI):
  - NVIDIA Quadro4 NVS280
  - NVIDIA Quadro4 NVS285
  - NVIDIA Quadro FX 1300
  - NVIDIA Quadro FX 1400
  - NVIDIA Quadro FX 3400
  - NVIDIA Quadro FX 3500
  - NVIDIA Quadro FX 4500
  - ATI FireGL V7100
  - 3DLabs Wildcat Realizm 800

Type 9228 (junio de 2006)
- Intel Xeon doble Modelos 5130, 5140, 5150 o 5160
- Hasta 32 GB PC2-5300
- 3Gbit SAS o SATA 300
- Ethernet 10/100/1000 Mbit
- Opciones del adaptador gráfico (basados en PCI):
  - NVIDIA Quadro NVS 285
  - NVIDIA Quadro FX 550
  - NVIDIA Quadro FX 1500
  - NVIDIA Quadro FX 3500
  - NVIDIA Quadro FX 4500

## IntelliStation POWER
Estaciones de trabajo basadas en procesadores IBM POWER. Los modelos POWER 185 y 285 fueron las últimas estaciones de trabajo basadas en Power de IBM, siendo descatalogadas el 2 de enero de 2009.

### IntelliStation POWER 265
Type 9112-265 (febrero de 2002 a septiembre de 2003)
- Doble procesador POWER3-II a 450 MHz
- Hasta 8 GB de memoria
- Ultra160 SCSI
- Ethernet 10/100 Mbit
- Opciones del adaptador gráfico:
  - GXT135P (PCI-based Matrox G450 con 32 MB)
  - GXT4500P
  - GXT6500P

### IntelliStation POWER 275
Type 9114-275 (junio de 2003 a febrero de 2006)
- Procesador de simple o doble núcleo POWER4+ a 1,0 o 1,45 GHz
- Hasta 16 GB de memoria
- Ultra320 SCSI
- 2 puertos Ethernet; uno de 10/100 Mbit, uno de 10/100/1000 Mbit
- Opciones del adaptador gráfico:
  - GXT135P
  - GXT4500P
  - GXT6500P

### IntelliStation POWER 285
Type 9111-285 (octubre de 2005 a enero de 2009)
- Simple o doble procesador POWER5+ a 1,9 o 2,1 GHz
- Hasta 32 GB de memoria
- Ultra320 SCSI
- Doble Ethernet 10/100/1000 Mbit
- Opciones del adaptador gráfico:
  - GXT135P
  - GXT4500P
  - GXT6500P

### IntelliStation POWER 185

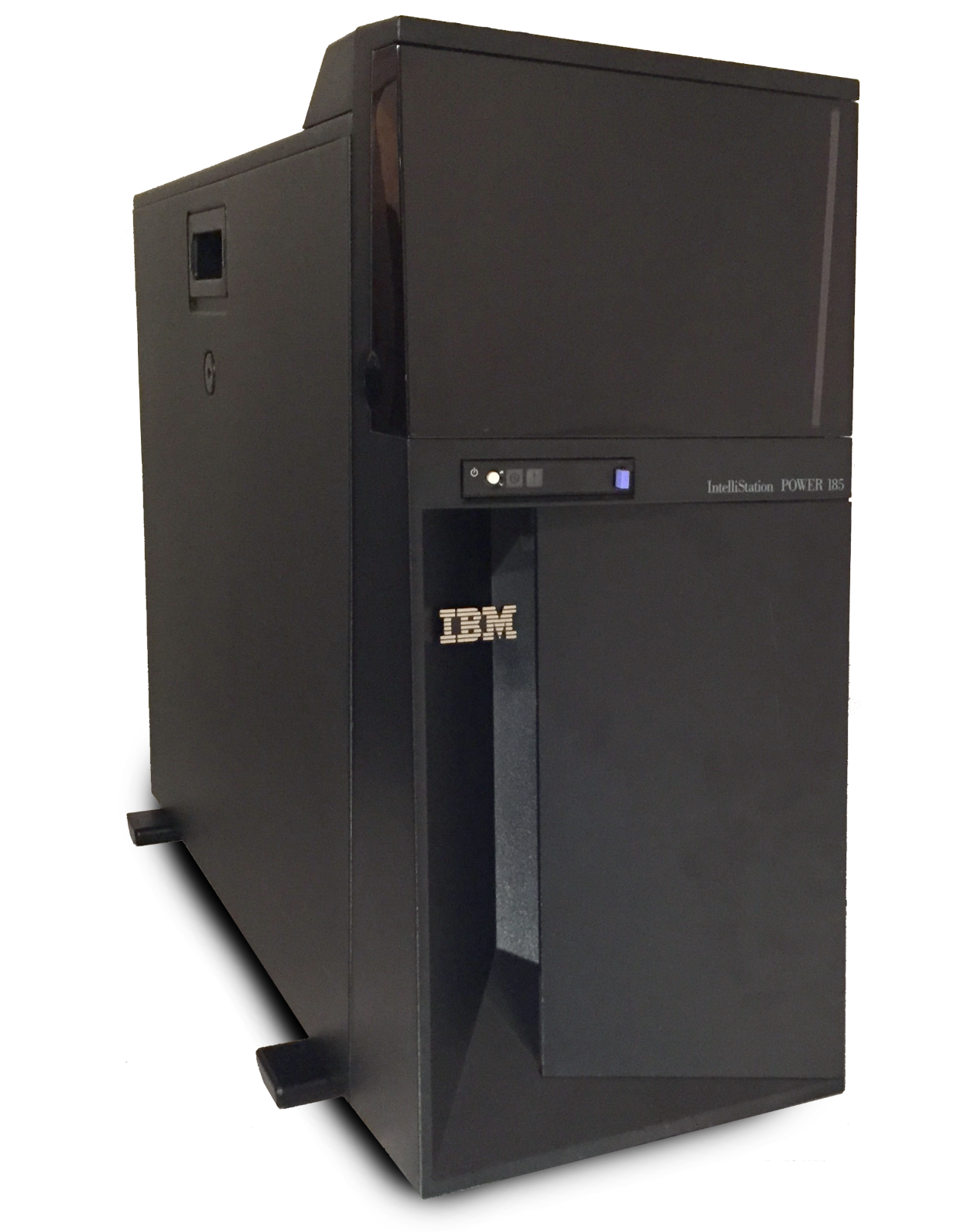
IBM IntelliStation POWER 185

Type 7047-185 (febrero de 2006 a enero de 2009)
- Simple o doble procesador PowerPC 970 a 2,5 GHz
- Hasta 8 GB de memoria
- Ultra320 SCSI
- Doble Ethernet 10/100/1000 Mbit
- Placa de sonido opcional con Feature Code 8244
- Opciones del adaptador gráfico:
  - GXT135P
  - GXT4500P
  - GXT6500P